# San Lorenzo a Merse
San Lorenzo a Merse je vesnice v Itálii v regionu Toskánsko v provincii Siena spadající pod obec Monticiano. Nachází se asi 20 kilometrů jižně od Sieny a 40 kilometrů severně od Grosseta. V roce 2017 zde žilo 194 obyvatel.

## Geografie
San Lorenzo a Merse se nachází v Toskánsku v provincii Siena. Od obce Monticiano, pod kterou spadá, je vzdáleno 7 kilometrů na východ. Asi kilometr východně od vesnice protéká řeka Merse.

## Historie
Dříve byla vesnice známa pod názvem San Lorenzo a Foiano podle dnes již vyschlého jezera. Poprvé je osídlení tohoto místa doloženo v dokumentu z roku 1108, kde je zmíněn zdejší farní kostel zasvěcený svatému Vavřinci. Roku 1202 přešla vesnice pod kontrolu Sieny a stala se majetkem obchodníků a bankéřů z rodiny Marescotti, kteří ji vlastnili až do roku 1369, kdy jim byla z důvodu nadměrného zatěžování a zneužívání místního obyvatelstva odebrána.

## Galerie

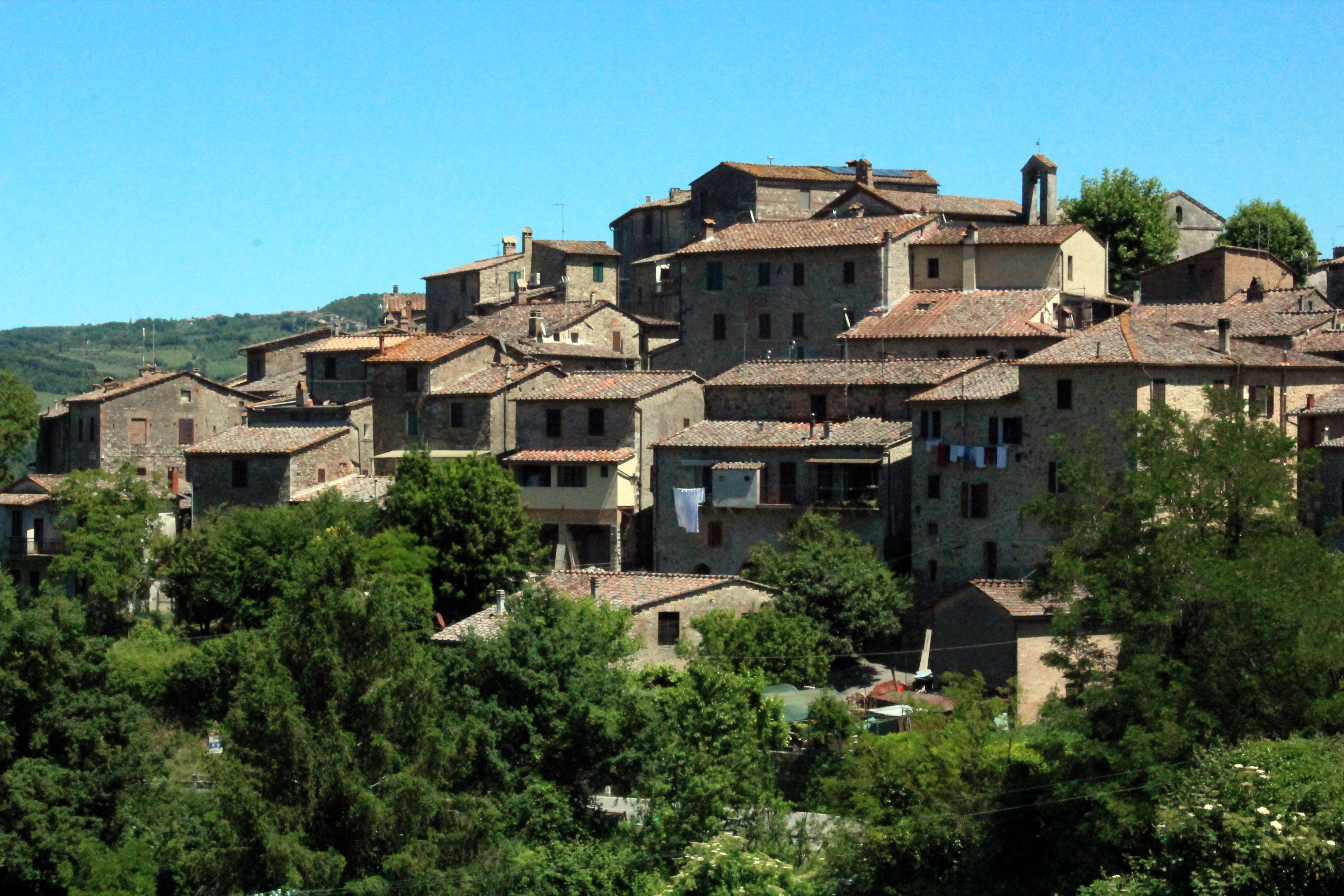
Panorama
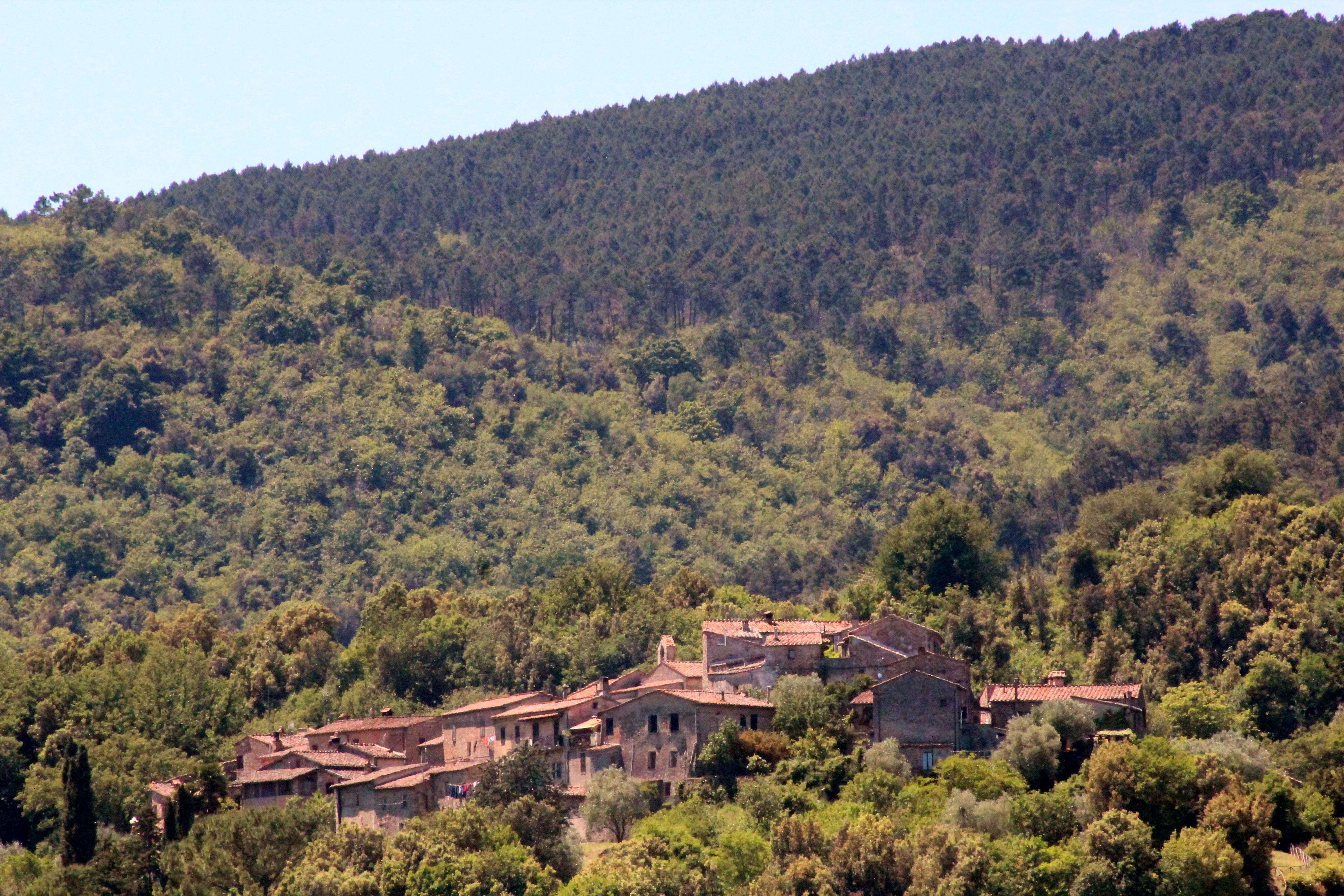
Krajina v okolí
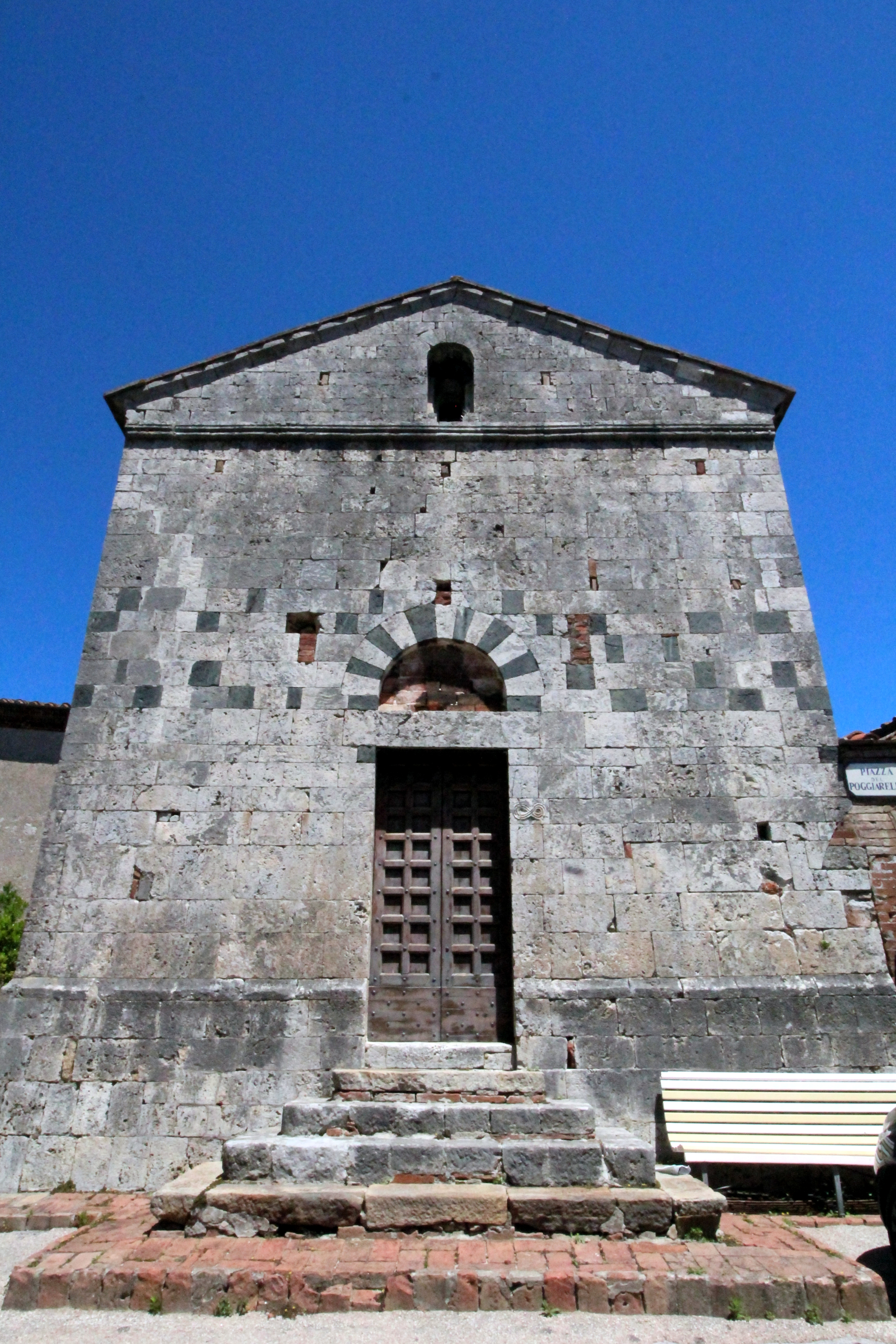
Průčelí kostela sv. Vavřince
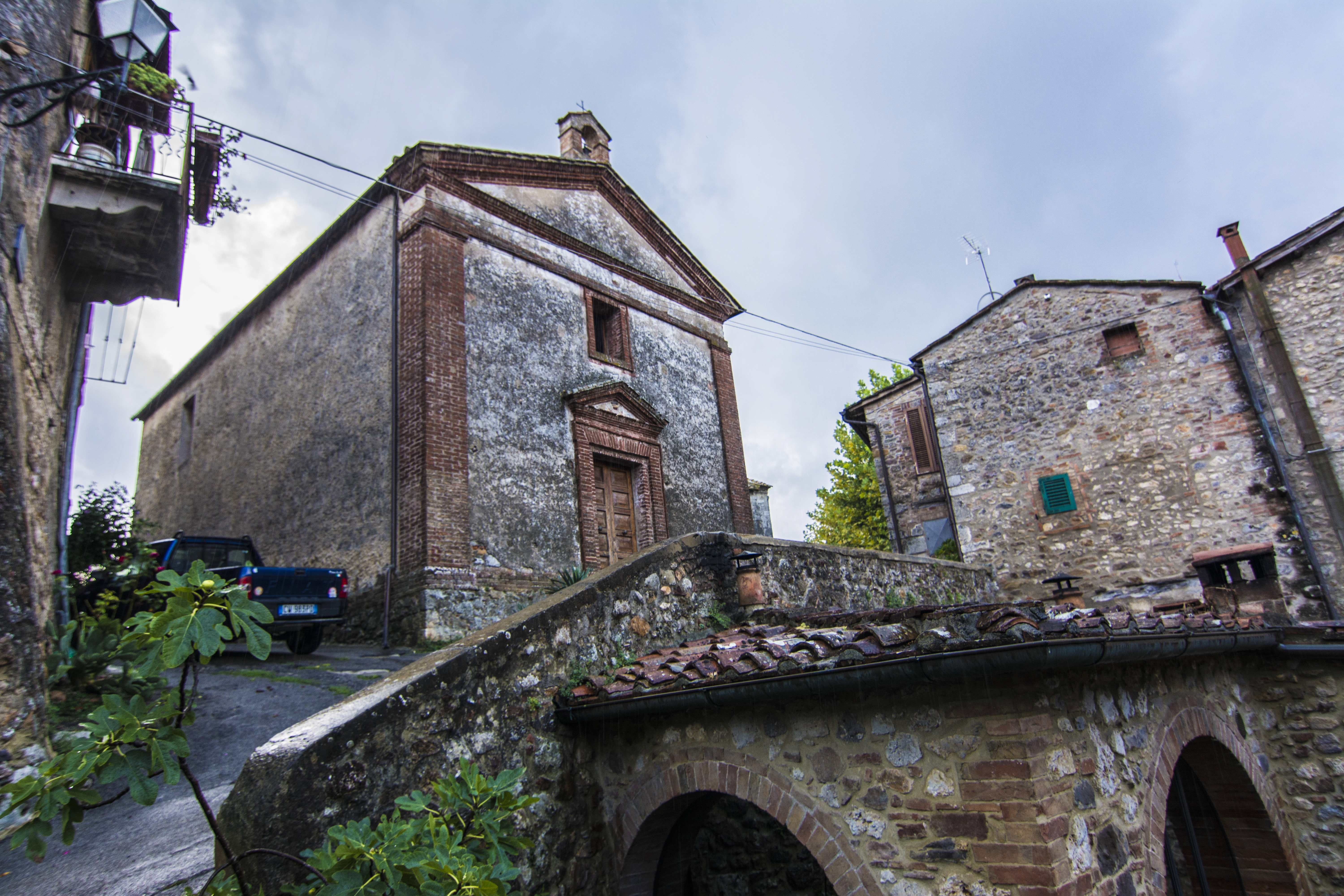
Kostel Božího Milosrdenství
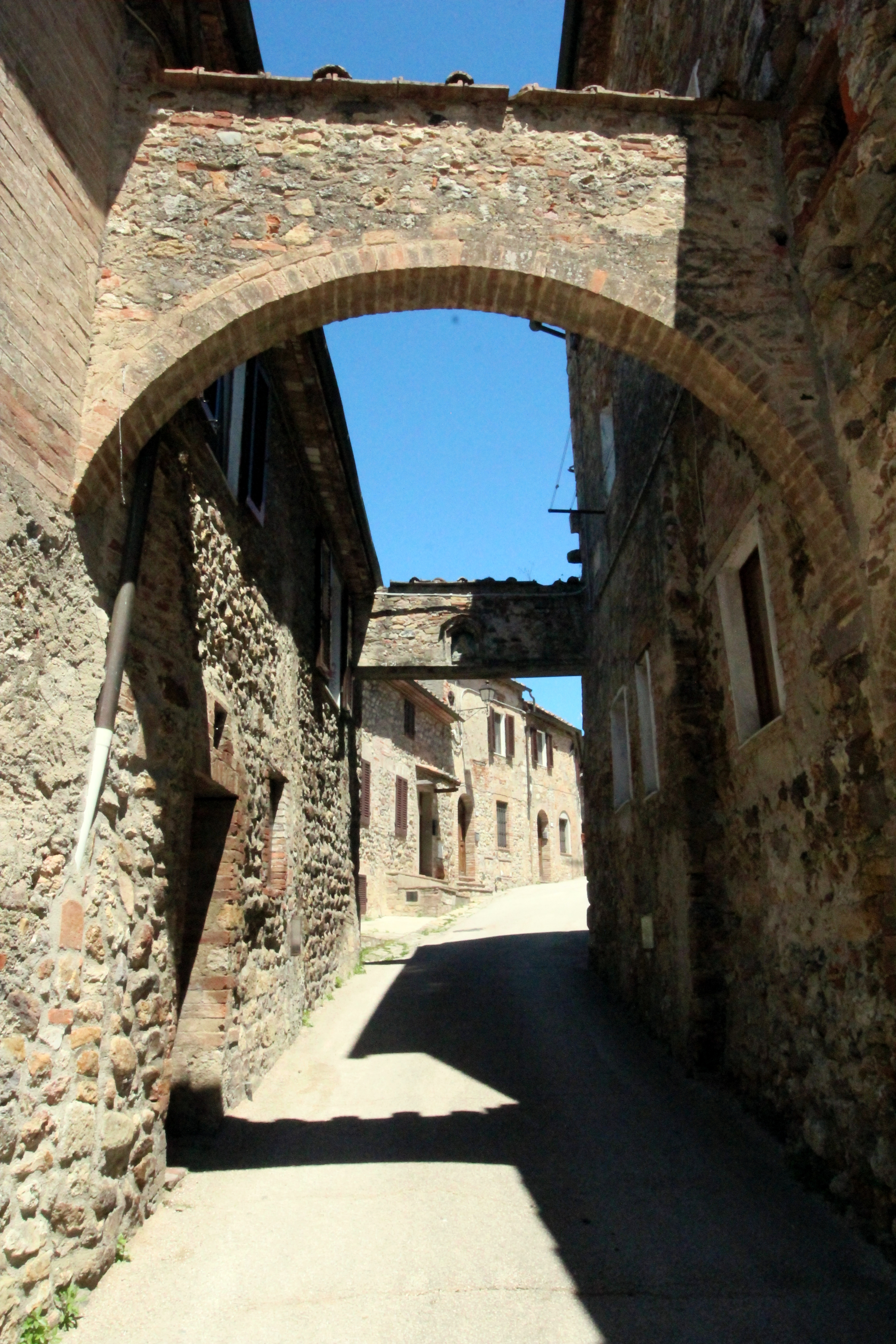
Vstupní brána